# Sesbania dalzielii
Espèce
Sesbania dalzielii est une espèce de plantes à fleurs de la famille des Fabaceae et du genre Sesbania, présente en Afrique tropicale.
Son épithète spécifique dalzielii rend hommage au botaniste britannique John McEwan Dalziel.

## Description
C'est une herbe annuelle (ou sous-arbuste grêle), de 0,5 à 2 m de hauteur, avec des branches légèrement pubescentes et des fleurs jaunes,.

## Distribution
L'espèce est présente dans l'ouest de l'Afrique tropicale, du Sénégal au nord du Nigeria,.

## Habitat
On la rencontre dans les endroits marécageux, les mares, au bord des cours d'eau.